# 棟古
棟古是剛果共和國的城鎮，由利夸拉省負責管轄，位於該國東北部烏班吉河畔，距離首府因普豐多約50公里，毗鄰與剛果民主共和國接壤的邊境，人口估計約10,000。
2°03′N 18°03′E / 2.050°N 18.050°E